# آشور-دان یکم
آشور-دان یکم (به انگلیسی: Aššur-dān I) mAš-šur-dān(kal)an, هشتاد و سومین پادشاه آشور بود که به مدت ۴۵ سال یعنی از ۱۱۷۹–۱۱۳۴ پ. م (نقل دیگر: ۱۱۶۹–۱۱۳۴ پ. م) حکومت کرد، وی پسر نینورتا-پال-اِکور شاه قبلی آشور بود. جایی که یکی از سه نسخه متفاوت از لیست پادشاهان آشوری تفاوت را نشان می‌دهد. لیست پادشاه همزمان و یک نسخه تکه‌تکه به معاصران بابلی خود به عنوان زبابا-سوم-ایدینا (به انگلیسی: Zababa-šum-iddina) (حدود ۱۱۵۸ پیش از میلاد) و انلیل-ندین-اهه (به انگلیسی: Enlil-nādin-aḫe) (۱۱۵۷–۱۱۱۵ پیش از میلاد)، آخرین پادشاهان سلسله کاسی بابل، را نشان می‌دهد. اما احتمال می‌رود در صورتی که طول دوره سلطنت وی صحیح باشد، وی با دو پادشاه قبل و دو پادشاه دیگر معاصر باشد.

## زندگی‌نامه
در طول سال‌های نیمه تاریک از سلسله کاسیان بابل، «تاریخ همزمان» اسناد و مدارک نشان می‌دهد که او شهرهای زابان، ایرریا، اوگارسالو و نام شهر چهارمی را که حفظ نشده‌است را تصرف و آنها را غارت کرد و «غنایم وسیع آنها را به آشور برد». یک لوح گلی تکه‌تکه که معمولاً به این پادشاه اختصاص می‌یابد، فتوحات نظامی خود را بر سر […] یاش و سرزمین ایرریا، سرزمین سوهو، پادشاهان سرزمین شادانی ، […] آنی، پادشاه سرزمین شلینی ذکر می‌کند. ” به نظر می‌رسد گروه‌های ایلامی پس از تسخیر بابل بر شهر آشورآرا آشوری، که تا اواخر سلطنت آشور-دان بازگردانده نشده بود، غلبه کردند.
کتیبه‌های کمی برای این پادشاه به دست آمده‌است، اگرچه او در دو مورد از نوادگان وی تیگلات-پیلسر یکم (توکولتی-اپیل-اشارا) ذکر شده‌است.در یکی از این کتیبه‌ها تخریب معبد فرسوده آنو و ادد ذکر شده‌است، که در اصل توسط ایشمه-داگان دوم در ۶۴۱ سال قبل ساخته شده‌است. تا ۶۰ سال بعد که توسط تیگلات-پیلسر یکم (توکولتی-اپیل-اشارا (به انگلیسی: Tukultī-apil-Ešarra)، که او را نیز در شجره‌نامه خود نام می‌برد، بازسازی نشد. وقف برای پادشاه بر روی پیکر مجسمه برنزی ظاهر می‌شود. به Egašankalamma، معبد ایشتار در اربیل، ارائه شده توسط شمشی-بِل، یک کاتب بود، ثبت شده‌است.
بازسازی جزئی دنباله لیمو‌ها، اپونیم آشوری، تحت تأثیر یک نامه پیشنهاد شده‌است. که دنباله اولیه Pišqiya را ارائه می‌دهد، مقام رسمی که در دوران سلطنت او جان خود را از دست داد.طی یک فرمان حرمسرا یا فرمان قصر صادر شد که مجازات‌های مربوط به جنایات خدمتکاران را مجازات می‌کند، که در آن اولین جنایت با سی بار ضرب و شتم با میله توسط معشوقه او مجازات می‌شود.
پس از آشور-دان یکم، پسرش نینورتا-توکولتی-آشور کمتر از یک سال فرمانروایی کرد تا توسط برادرش موتاکّیل-نوسکو سرنگون شد و مجبور به فرار شد.